# Insulin-Index
Der Insulin-Index beschreibt die typische Auswirkung verschiedener Lebensmittel auf den Insulin-Spiegel.
Der Insulin-Index ähnelt dem Glykämischen Index, er bezieht sich aber nicht auf den Blutzuckerspiegel, sondern die damit verbundene Erhöhung des Insulinspiegels.
Der Vorteil dieses Maßstabs liegt darin, dass auch verschiedene Nahrungsmittel wie Fleisch oder Käse berücksichtigt werden, da sie auch einen Insulinanstieg verursachen können, obwohl keine Kohlenhydrate enthalten sind. Einige Nahrungsmittel erzeugen auch Insulinreaktionen, die dem Kohlenhydratgehalt oder dem Glykämischen Index (GI) nicht proportional sind.
Holt et al. fanden bei den meisten Nahrungsmitteln einen starken Zusammenhang zwischen dem Glykämischen Index und dem Insulin-Index, dass aber einige Nahrungsmittel mit sehr viel Protein oder hoch raffinierten Kohlenhydraten einen unverhältnismäßig hohen Insulinanstieg verursachen.

## Beispiele
Weißbrot erhält per Definition den Wert von 100 im Insulin-Index (Glucose beim Glykämischen Index).
Besonders hohe Insulinanstiege sind bei Kartoffeln (121), weißen Bohnen (120) und Gummibärchen (160) zu verzeichnen. Im Vergleich zur Kohlenhydratmenge besonders niedrige Insulinanstiege sind zu verzeichnen bei (weißen) Nudeln (40) und Reis (79). Unerwarteterweise hat Fleisch (praktisch ohne Kohlenhydrate) einen Insulin-Index von 51 und Käse von 45 zur Folge.